# Nico Walser
Nico Walser, eigentlich Norbert Walser (* 1965 im Allgäu), ist ein deutscher Musiker und Comedian.

## Leben
Walser wuchs in Bennigsen auf. Er begann zunächst als Rock-Schlagzeuger und trat daraufhin als Singer-Songwriter, als Auftragskomponist sowie auch als Frontmann in Popbands in Erscheinung. Unter anderem gründete er die Formationen Walser & die Geschmacksverstärker (Deutscher Rockpreis 1990) sowie Weltempfänger (1992 bis 1997). Nach einigen Solo-Auftritten mit satirischen Liedern wechselte er um 2002 ins Kabarettfach. Er gewann den Quatsch-Comedy-Club-Wettbewerb Berlin (2004) und wurde in verschiedenen Wettbewerben nominiert (unter anderem für den „NDR Comedycontest“).
Walser gründete in Hannover die beiden Monatsreihen Lesebühne OraL und Blub Blub Club (beide 2005 bis 2009) und initiierte 2008 das erste bundesweite Lesebühnenfestival. Seine Live-Programme bewegen sich zwischen Musik-Kabarett, Comedy und Lesebühnen-Literatur.
Beiträge von Nico Walser erschienen in Anthologien (u. a. Sex – Von Spaß war nie die Rede), im Online-Magazin Hartcover.de sowie im Satiremagazin Titanic. 2009 erschien sein satirisches Hörbuch mit Musik Pantoffel Punk beim Berliner Verlag periplaneta.
Nico Walser lebt im Rheinland.

## Diskografie

### Als Coyote
- A leap in the dark (1986)

### Mit Weltempfänger
- Hammerschmidt ist raus (1994)
- Der Schlaf des Kleptomanen (Maxi-CD, 1994)

### Als Nico Walser
- Schlager-Süss-Tafel (Blind Man Music, 1997)

### Als Code Blue
- Slow - mo lo - fi (Maxi-CD, 1998)
- Leaving Las Vegas (1999)
- Snailing (Mudrarecords, 2000)